# Романовський Рем Костянтинович
Рем Костянти́нович Роман́овський (18 квітня 1929, Новгород — 19 грудня 2016, Омськ) — радянський український шахіст, майстер спорту СРСР (1963). Російський вчений, доктор фізико-математичних наук.

## Біографія
Рем Романовський народився в Новгороді у сім'ї військовослужбовця, гри в шахи навчався у Київському палаці піонерів.
Чемпіон Миколаївської області 1953, 1956 і 1957 років, чемпіон Одеси 1959 року.
Брав участь у п'яти чемпіонатах України (найкращий результат — 4 місце у 1956 році).
У 1970-ті роки переїхав до Росії та повністю присвятив себе науковій діяльності.

### Наукова діяльність
У 1952 році закінчив механіко-математичний факультет Московського державного університету за спеціальністю математика. Кандидат фізико-математичних наук із 1969 року, доцент із 1973 року, доктор фізико-математичних наук із 1992 року, професор із 1993 року. У 1999 році обраний членом-кореспондентом Сибірського відділення академії наук вищої школи.
З 1978 року працював в Омському державному технічному університеті спочатку доцентом, потім професором кафедри вищої математики, а з 2007 року — професором кафедри основ теорії механіки та автоматичного управління.

## Турнірні результати

### Результати виступів у чемпіонатах України
Рем Романовський зіграв у п'яти фінальних турнірах чемпіонатів України, набравши загалом 43½ очка з 87 можливих (+25-25=37).
| Рік  | Місто            | Турнір                 | + | − | = | Результат | Місце  |
| ---- | ---------------- | ---------------------- | - | - | - | --------- | ------ |
| 1956 | Київ             | 25-й чемпіонат України | 8 | 4 | 7 | 11½ з 19  | 4      |
| 1963 | Київ             | 32-й чемпіонат України | 5 | 4 | 8 | 9 з 17    | 9 — 10 |
| 1964 | Київ             | 33-й чемпіонат України | 6 | 5 | 8 | 10 з 19   | 6 — 9  |
| 1969 | Івано-Франківськ | 38-й чемпіонат України | 1 | 5 | 9 | 5½ з 15   | 13     |
| 1970 | Київ             | 39-й чемпіонат України | 5 | 7 | 5 | 7½ з 17   | 12     |